# Lutol
Lutol (Duits: Leuthen) is een plaats in het Poolse district  Żarski, woiwodschap Lubusz. De plaats maakt deel uit van de gemeente Lubsko en telt 259 inwoners.